# Ahnif
Ahnif ou Hanif (em árabe: احنيف) é uma cidade e comuna localizada na província de Bouira, Argélia. Segundo o censo de 2008, a população total da cidade era de 9 685 habitantes.